# Jachroma
Jachroma (in russo Яхрома?; anche traslitterata come Jahroma, Jakhroma o Yakhroma) è una cittadina della Russia europea centrale (oblast' di Mosca), situata sul fiume omonimo, 55 km a nord della capitale; era compresa amministrativamente nel distretto di Dmitrov.

## Storia
La cittadina venne fondata nel 1841 come insediamento industriale, annesso ad una fabbrica tessile chiamata Pokrovskaja; risale al 1901, invece, la costruzione di una stazione ferroviaria che venne chiamata con il nome di Jachroma (derivato dal piccolo fiume che scorre nei paraggi), successivamente passato anche alla città. Lo status di città (gorod) è del 1940.

## Economia
La base economica è industriale: oltre al ramo tessile, è presente uno stabilimento per la fabbricazione di autoveicoli.

## Società

### Evoluzione demografica
Fonte: mojgorod.ru
- 1959: 16.300
- 1979: 16.700
- 1989: 17.500
- 2002: 13.361
- 2007: 13.000